# Up Hatherley
Up Hatherley est une paroisse civile du Gloucestershire, en Angleterre.
Le ruisseau Hatherley y prend sa source.